# Anoplophora glabripennis
Anoplophora glabripennis é um besouro nativo do leste da China e da Coreia. Esta espécie foi introduzida acidentalmente nos Estados Unidos, onde foi descoberta pela primeira vez em 1996, bem como no Canadá e em vários países da Europa, incluindo Áustria, França, Alemanha, Itália e Reino Unido. Acredita-se que este besouro tenha se espalhado a partir da Ásia em embalagens de madeira. Está em sétimo lugar na lista 100 das espécies exóticas invasoras mais daninhas do mundo formulada pela União Internacional para a Conservação da Natureza (IUCN).

## Taxonomia e descrição
Os adultos de Anoplophora glabripennis são insetos muito grandes que variam de 1,7 a 3,9 centímetros (0.67 a 1.54 polegada) de comprimento e antenas de até 4 centímetros (1,6 polegada) ou 2 vezes mais longas que o corpo do inseto. São preto-brilhantes com cerca de 20 manchas brancas em cada cobertura da asa e longas antenas visivelmente em faixas pretas e brancas. Esses besouros podem voar, mas geralmente apenas por curtas distâncias, o que é uma limitação comum aos membros da família Cerambycidae de seu tamanho e peso. As partes superiores das pernas dos adultos são azul-esbranquiçadas. A. glabripennis pode ser distinguida de espécies relacionadas pelas marcações nas coberturas das asas e pelo padrão das antenas.

## Alcance, habitat e hospedeiros
Anoplophora glabripennis é nativo do leste da Ásia, principalmente no leste da China e Coreia. O Japão é muitas vezes erroneamente incluído em sua área nativa. É invasivo fora dessa área. Em sua área nativa, infesta principalmente plantas como bordo (Acer), álamo (Populus), salgueiro (Salix) e olmo (Ulmus). Nos Estados Unidos, completa seu desenvolvimento tanto em espécies desses gêneros como também em Aesculus, Albizia, bétula, Cercidiphyllum, freixo (Fraxinus), plátanos (Platanus) e Sorbus. No Canadá, o desenvolvimento completo foi confirmado apenas em bordo, bétula, álamo e salgueiro, embora a oviposição tenha ocorrido em outros gêneros de árvores. Acer (bordos) é o gênero de árvore mais comumente infestado na América do Norte, seguido por olmo e salgueiro. Na Europa, o desenvolvimento completo foi registrado em bordo, Aesculus, amieiro (Alnus), bétula, Carpinus, faia (Fagus), freixo, plátanos, álamo, Prunus, salgueiro e Sorbus. Os cinco principais gêneros hospedeiros infestados na Europa, em ordem decrescente, são bordo, bétula, salgueiro, Aesculus e álamo. Nem todas as espécies de álamo são igualmente suscetíveis ao ataque. Outras árvores economicamente importantes atacadas incluem a macieira (Malus domestica), a amoreira (Morus alba), Prunus, pera (Pyrus spp.), rosa (Rosa spp.) e Robinia pseudoacacia.
Na América do Norte, populações estabelecidas foram descobertas pela primeira vez em agosto de 1996 no Brooklyn, Nova Iorque, e desde então foram achados em outras áreas de Nova Iorque, Nova Jérsei, Massachussetes, Ilinóis, Ohio e Ontário no Canadá. Porém, também foi erradicado de algumas regiões desses estados e províncias. A primeira detecção confirmada na Carolina do Sul foi em 4 de junho de 2020, em uma residência em Hollywood, no condado de Charleston. Como resultado, tanto a Comissão Estadual de Pragas de Culturas da Universidade Clemson (que regula pragas de culturas ao governo estadual) quanto o Serviço de Inspeção Sanitária Animal e Vegetal (APHIS) federal declararam quarentena.

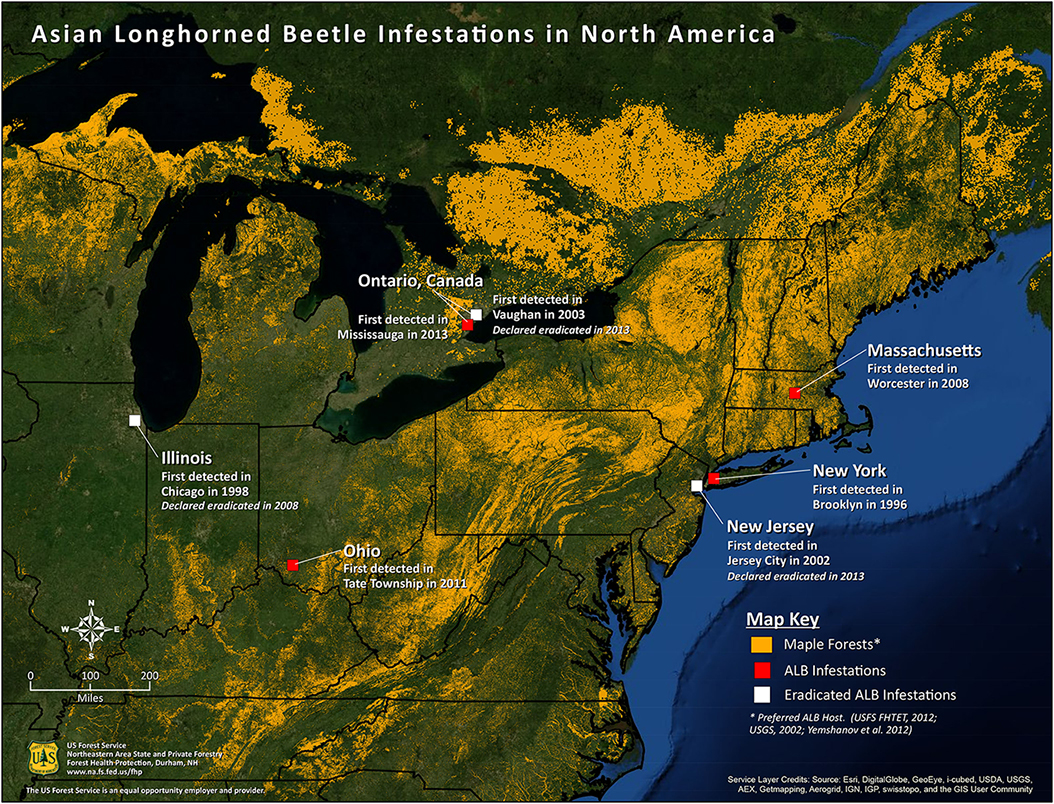
Primeiras detecções na América do Norte até 2 de julho de 2015

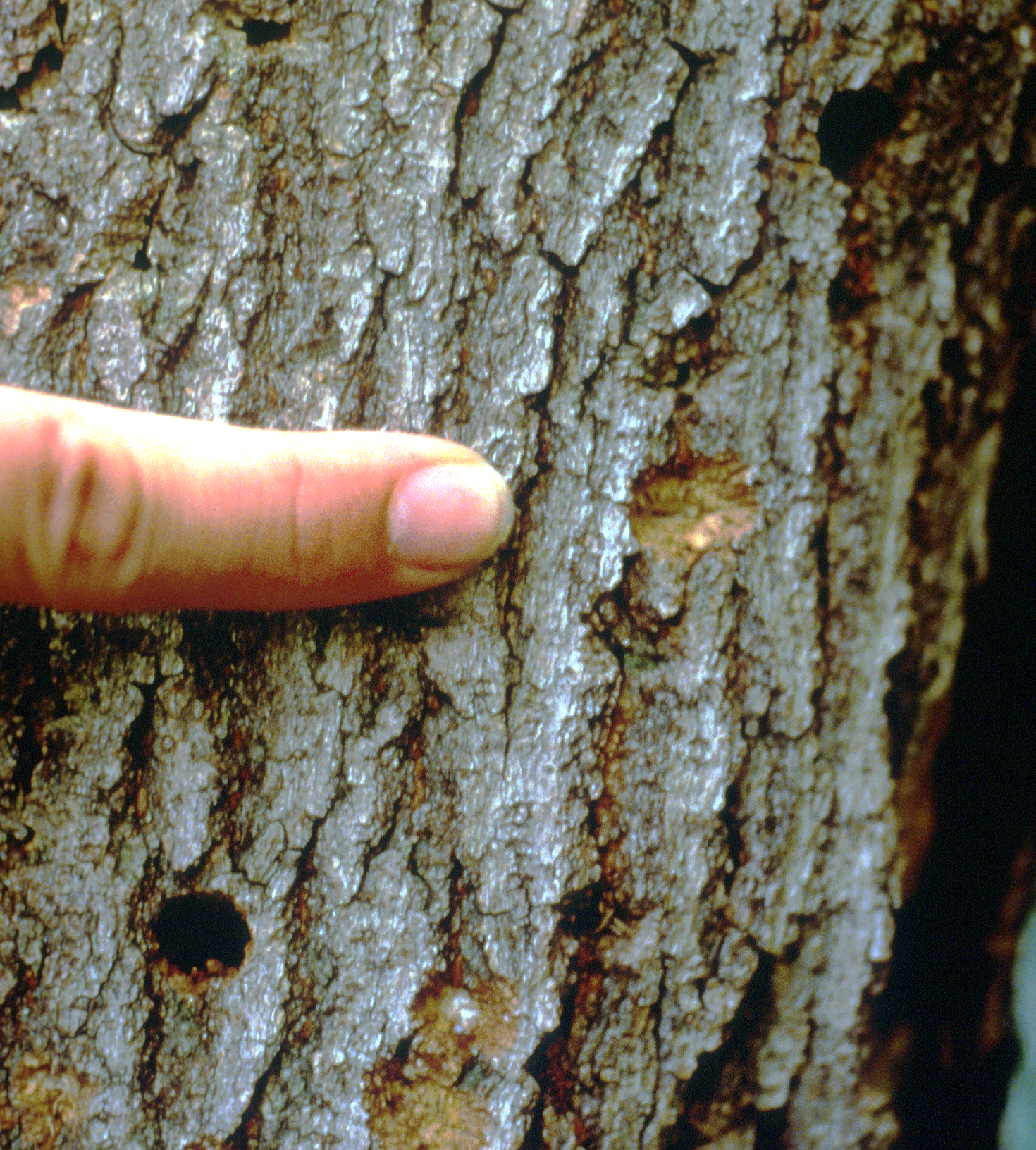
Local de postura de ovos mastigado pela fêmea

Na Europa, populações estabelecidas foram encontradas na Áustria (em Braunau am Inn em 2001), Bélgica, Inglaterra, França, Alemanha, Itália, Suíça e Reino Unido, embora o besouro também tenha sido interceptado em áreas através da inspeção de bens de comércio internacional, como embalagens de madeira. Em janeiro de 2021, a Áustria foi declarada livre deles após quatro anos (dois ciclos de vida) sem detecções em Gallspach, a última infestação austríaca.

## Ciclos de vida
As fêmeas adultas põem de 45–62 ovos ao longo da vida mastigando pequeno caroço através da casca da árvore hospedeira até o câmbio e põem um ovo de 5-7 milímetros de comprimento sob a casca em cada buraco. Os ovos eclodem em 13–54 dias, dependendo da temperatura. Ovos que não se desenvolveram o suficiente, como aqueles postos no final do verão ou início do outono, hibernarão e eclodirão na estação seguinte. As larvas são cilíndricas e alongadas e podendo ter 50 milímetros de comprimento e só 5,4 milímetros de largura. Primeiro criam galeria de alimentação na região cambial da planta, mas as larvas mais maduras penetram no cerne à medida que se alimentam. Passam por pelo menos cinco ínstares ao longo de 1–2 anos, que pode variar devido às condições do hospedeiro ou da temperatura. As larvas expelem o excremento de seus túneis próximos ao local de oviposição original. Uma larva pode consumir até mil centímetros cúbicos de madeira em sua vida. As larvas de Anoplophora glabripennis não se transformam em pupas antes de atingirem peso crítico, de modo que ínstares larvais adicionais podem ocorrer.
A pupação geralmente ocorre na primavera no final do túnel larval no alburno, a eclosão ocorre 12 a 50 dias depois e os adultos mastigam a árvore aproximadamente uma semana após a eclosão. Os adultos se alimentam de pecíolos de folhas e podem mastigar a casca de pequenos ramos para se alimentar do câmbio vascular. Ovos, larvas ou pupas podem hibernar dentro da árvore. Na fase de hibernação, pupas são inativas e o desenvolvimento não ocorre. Elas retomam seu ciclo de vida quando as temperaturas estão acima 10 graus Celsius. Após a emergência, fêmeas adultas podem copular, embora seja necessário período de maturação obrigatório de alimentação após a emergência para maturação ovariana. Estudos laboratoriais estimaram que o período de maturação da fêmea dura de 9 a 15 dias. Os machos adultos têm espermatozoides maduros antes da emergência, e a alimentação é necessária apenas para sustentar sua atividade normal. Os adultos normalmente põem ovos na planta em que se desenvolveram durante os estágios imaturos, em vez de colonizar novas plantas, a menos que a densidade populacional seja alta ou a planta hospedeira esteja morta. No entanto, quando se dispersam, podem viajar até aproximadamente 2,5 quilômetros (1,6 milha) desde sua árvore hospedeira em busca de novos hospedeiros, embora num experimento de marcação-recaptura cerca de 98% dos adultos tenham sido recapturados em até um quilômetro (0,62 milha) de seu ponto de voo. Os adultos normalmente infestam a coroa e os ramos principais primeiro e começam a infestar o tronco quando a coroa morre. A longevidade e a fecundidade dos adultos são influenciadas por condições como a planta hospedeira larval e a temperatura. Machos e fêmeas criados em laboratório podem viver até 202 e 158 dias, respectivamente.

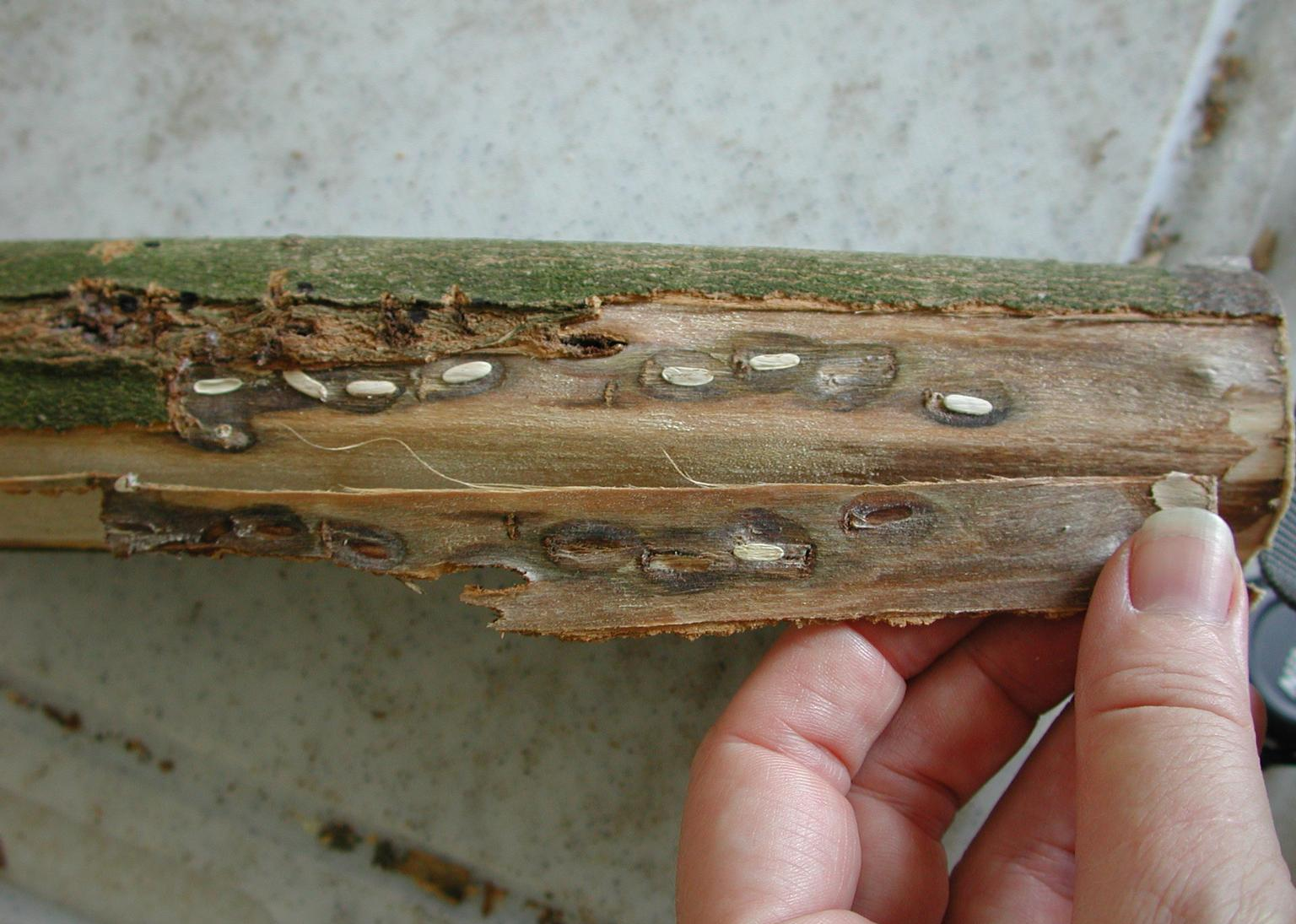
Ovos dentro de poços com a casca removida
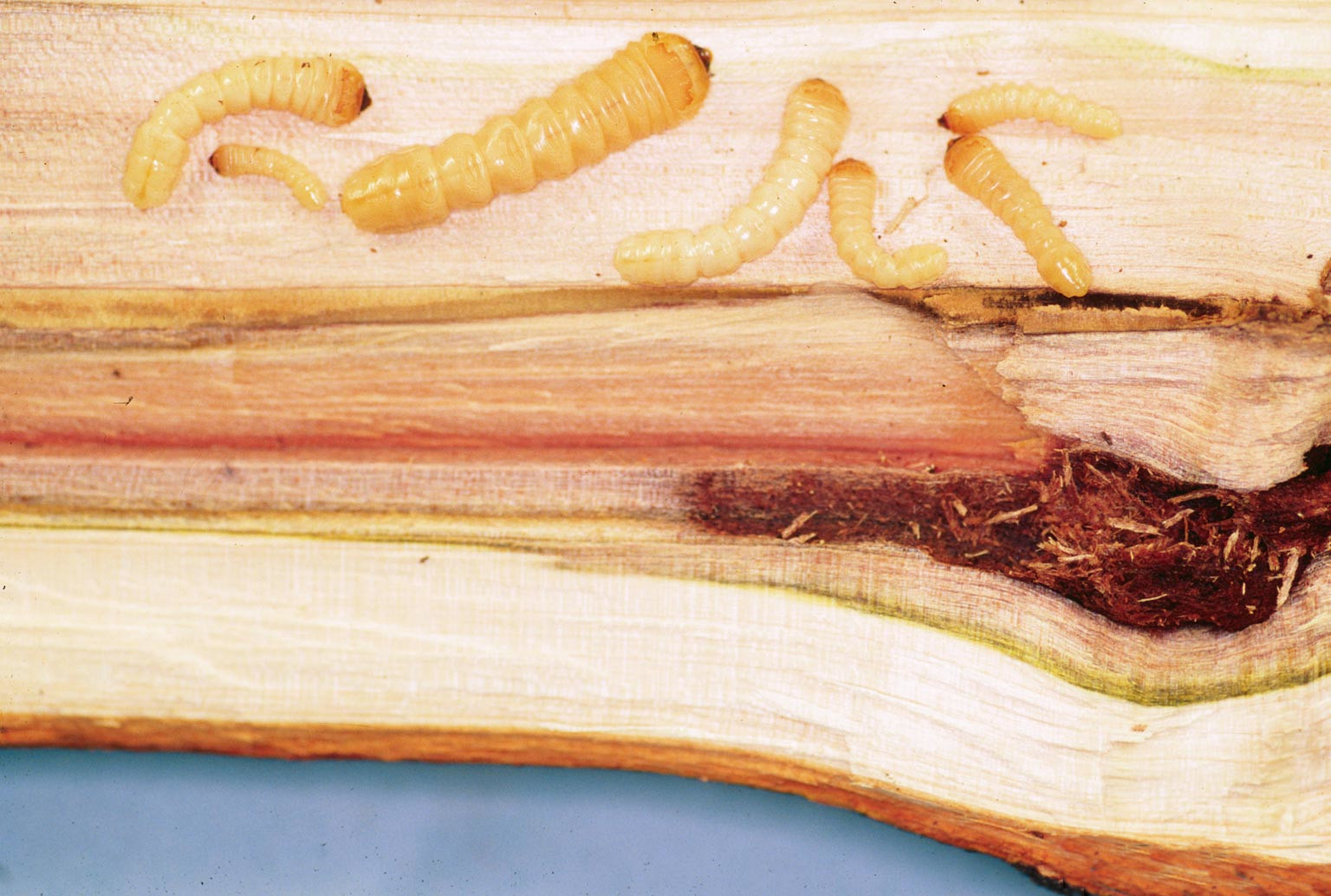
Vários ínstares removidos da galeria
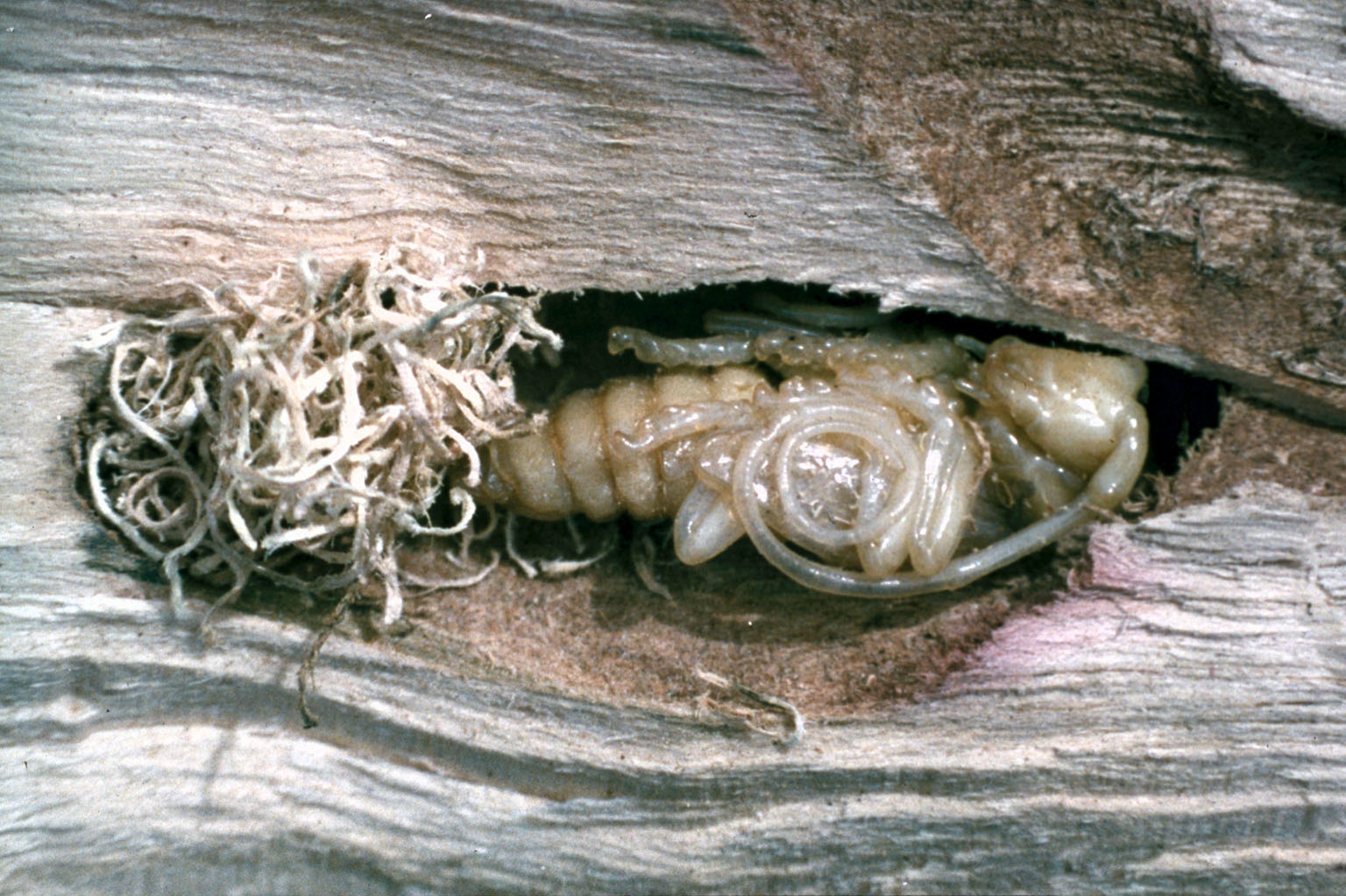
Pupa dentro de sua câmara pupal com excremento
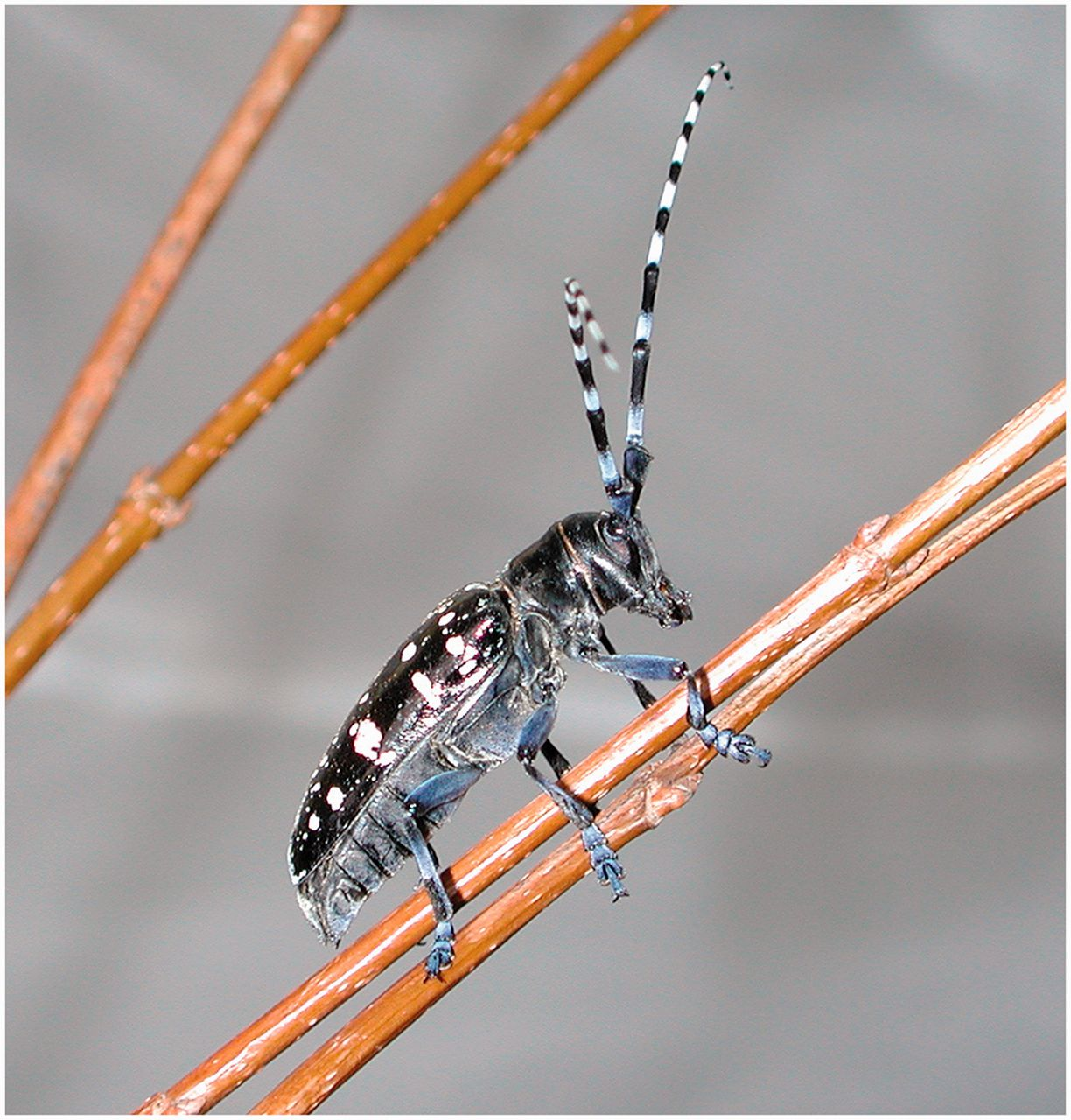
Besouro adulto

## Como espécie invasora
Devido à alta mortalidade de árvores causada pela alimentação de larvas fora de sua área nativa, A. glabripennis pode alterar tanto ecossistemas florestais quanto urbanos. Nos Estados Unidos, pode destruir potencialmente 30,3% das árvores urbanas e causar US$ 669 bilhões em perdas econômicas. A detecção precoce é usada para gerenciar infestações antes que possam se espalhar.

### Monitoramento
A infestação de árvores pode ser detectada procurando por orifícios de saída de 1-2 centímetros de diametro, frequentemente nos ramos maiores das copas das árvores infestadas. Às vezes, a seiva pode ser vista escorrendo dos orifícios de saída com serragem grossa ou excrementos em evidência no chão ou nos galhos mais baixos. Galhos mortos e moribundos e folhas amareladas fora da seca também indicam infestação por A. glabripennis. Armadilhas também podem ser usadas contendo feromônio e cairomônio vegetal para atrair adultos próximos. Alguns sensores acústicos também podem diferenciar a alimentação das larvas dentro das árvores. Cães podem ser treinados para detectar o cheiro de excremento nas árvores.
Os trabalhadores encontraram e relataram material infestado em armazéns da Califórnia, Flórida, Ilinóis, Indiana, Massachussetes, Michigão, Carolina do Norte, Nova Jérsei, Nova Iorque, Ohio, Pensilvânia, Carolina do Sul, Texas, Washington e Wisconsin, nos Estados Unidos, e na Região Metropolitana de Toronto em Ontário, Canadá. Após um programa de contenção agressivo e com o último avistamento confirmado em 2007, o Canadá se declarou livre do besouro em 5 de abril de 2013 e suspendeu restrições ao movimento de materiais de árvores.

### Quarentena
Quarentenas foram estabelecidas em torno de áreas infestadas para evitar a disseminação acidental de A. glabripennis por humanos. O uso de materiais de embalagem de madeira maciça ao transporte marítimo é regulamentado para métodos de tratamento adequados em determinados portos.

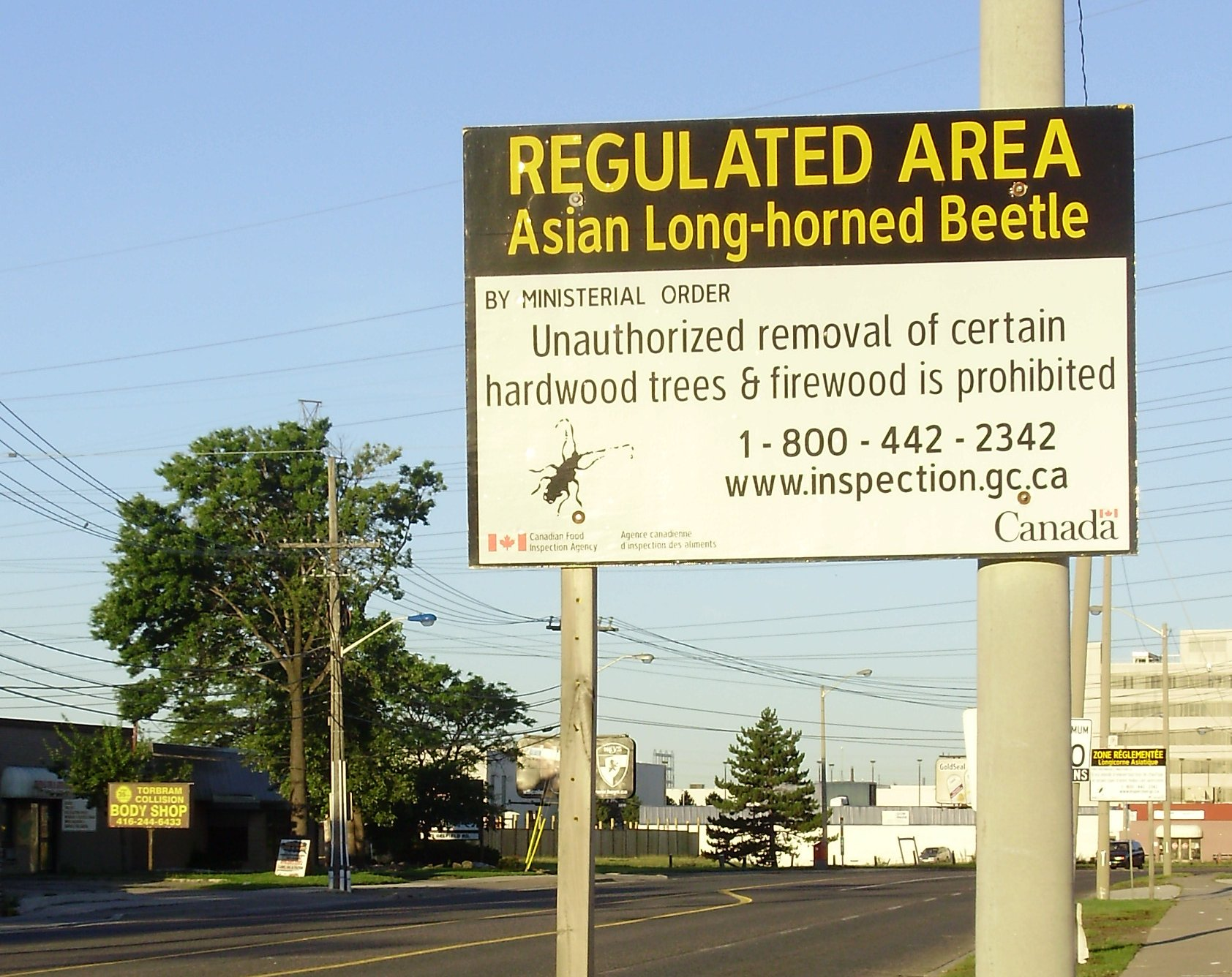
A Agência Canadense de Inspeção de Alimentos está liderando os esforços para combater a infestação de A. glabripennis na área da Região Metropolitana de Toronto

### Gestão
Todas as árvores infestadas devem ser removidas por pessoal certificado para garantir que o processo seja concluído adequadamente, com as árvores lascadas no lugar e seus tocos triturados abaixo do nível do solo. Inseticidas como imidacloprida, clotianidina e dinotefurana têm sido usados para atingir besouros adultos em copas ou com injeções em troncos para atingir larvas. Os inseticidas dentro da árvore podem não se deslocar uniformemente, o que permite que alguns sobrevivam aos tratamentos. Combinado com preocupações de eficácia, alto custo e efeitos não visados em outros insetos, o tratamento profilático generalizado de árvores numa área de infestação preocupa os cientistas.
Mais de 1 550 árvores em Chicago foram cortadas e destruídas para erradicar o A. glabripennis. Em Nova Iorque, mais de seis mil árvores infestadas resultaram na remoção de mais de 18 mil árvores. A infestação de mais de 700 árvores em Nova Jérsei levou à remoção e destruição de quase 23 mil árvores, mas as árvores infestadas continuam a ser descobertas. Algumas árvores resistentes foram desenvolvidas que rapidamente enchem as covas de oviposição com seiva ou produzem tecido caloso que envolve e mata os ovos. Espécies não hospedeiras são normalmente usadas para substituir árvores removidas.
O controle biológico também foi considerado em algumas áreas, como a China. Fungos como Beauveria brongniartii podem aumentar a mortalidade em larvas e adultos, enquanto Metarhizium brunneum e Beauveria asiatica podem reduzir o tempo de sobrevivência dos adultos. A maioria dos parasitoides na área nativa de A. glabripennis tem ampla gama de hospedeiros e não são adequados como agentes de controle biológico clássico. Pica-paus também pode ser fonte significativa de mortalidade. Os países que trabalham para erradicar A. glabripennis normalmente não utilizam inicialmente o controle biológico.

#### Erradicação
Em áreas como a América do Norte, onde as infestações são pequenas, A. glabripennis pode ser erradicado. À medida que as árvores são removidas ou tratadas, todas as árvores hospedeiras em propriedades públicas e privadas localizadas a uma distância estabelecida de uma área infestada são inspecionadas por pessoal treinado. As áreas infestadas são reavaliadas pelo menos uma vez por ano durante três a cinco anos após o último besouro ou árvore infestada ser encontrado.
A. glabripennis foi erradicada de várias cidades estadunidenses. Também foi declarado erradicado em Toronto e Vaughan, Ontário, mas foi redescoberto lá em 2013. Em 2019, o Departamento de Agricultura dos Estados Unidos declarou a cidade de Nova Iorque livre do besouro, após uma batalha de 23 anos. Em junho de 2020, Marie-Claude Bibeau (Ministro da Agricultura e Agroalimentar) e Seamus O'Regan (Ministro dos Recursos Naturais) declararam que A. glabripennis havia sido erradicada em Mississauga e Toronto, as duas únicas áreas de infestação conhecidas no Canadá.
Em 2012, o primeiro surto de A. glabripennis no Reino Unido foi registrado em Paddock Wood, em Câncio, perto de pequenas instalações comerciais que importavam pedras da China. Novas técnicas usadas para controlar o surto incluíram o uso de dois cães de detecção treinados na Áustria que podem sentir o cheiro dos besouros nas árvores. Ao final da pesquisa do primeiro ano, 1 500 árvores foram derrubadas e queimadas em campos e beiras de estradas e 700 em estabelecimentos comerciais e jardins particulares. O besouro foi declarado erradicado em 2019.